# Gillertjärnen (Revsunds socken, Jämtland)
Gillertjärnen är en sjö i Bräcke kommun i Jämtland och ingår i Ljungans huvudavrinningsområde.